# Rusty Collins
Russell "Rusty" Collins también conocido como Firefist —Puño de Fuego en España— es un superhéroe ficticio que aparece en cómics publicados por Marvel Comics.
Firefist hace su debut en cine con la película de 2018 Deadpool 2, interpretada por el actor Julian Dennison.

## Biografía del personaje
En el cómic Rusty Collins nació en Tulsa, Oklahoma. Criado por su tío, Rusty se une a la Marina de los Estados Unidos a los dieciséis años de edad. Su poder mutante, generación de fuego, se manifiesta violentamente, quemando a una mujer. Rusty es arrestado, pero prende fuego al oficial que lo arresta y escapa. X-Factor es alertado y acude en ayuda de Rusty, ayudándolo a controlar sus poderes. 
Se fue a vivir con X-Factor, y poco a poco se reunió un pequeño equipo de mutantes. Rusty forma una relación con Skids, un antiguo Morlock.
Durante un tiempo, todos vivieron en Ship, un ser con IA en forma de una nave espacial larga y rectangular que se alzaba sobre todos los demás rascacielos de Manhattan. Rusty y los X-Terminators ayudan a X-Factor cuando se activa una vieja trampa explosiva, amenazando el cerebro de Ship con una bomba gigantesca. En definitiva, la bomba explota inofensivamente muy por encima de Manhattan.

### Limbo
Durante la historia de Inferno, Skids y los otros equipos, tomando el nombre de X-Terminators, el nombre que sus mentores usaron cuando viajaban en sus formas mutantes, se unieron con los Nuevos Mutantes para ayudar a rescatar uno bebés mutantes, que estaban siendo usandos por N'astirh, para ayudar a mantener abierto un portal a Limbo. Rusty había vuelto a la Marina, pero voluntariamente se fue con el grupo cuando se dio cuenta de que sus amigos más jóvenes, Leech y Artie Maddicks, habían sido capturados por las fuerzas demoníacas. Al final de Inferno, con Artie, Leech y los aún más pequeños niños secuestrados rescatados de los demonios, Rusty se une a los Nuevos Mutantes, junto con Skids, Rictor y Boom Boom.
Rusty y Skids ayudan cuando el miembro de Nuevos Mutantes Danielle Moonstar pierde el control de sus poderes místicos. Durante el incidente, están separados del resto del grupo. Mystique's Freedom Force los ataca en Liberty Island. Parte de este conflicto involucra el destino final de los niños que Rusty ayudó a rescatar; él cree que Freedom Force los había puesto injustamente bajo custodia.
Debido a una pelea con Nitro y Buitre, Rusty regresa a los escenarios de Freedom Force. Mientras intentaba escapar, el Blob lo hirió gravemente. Mientras se recuperaba en el hospital, él y Skids fueron contactados por miembros del Frente de Liberación Mutante. Con los soldados abriéndoles fuego, ellos sintieron que no había otra opción que unirse a ellos.

### Lavado de cerebro
Poco después, Stryfe le hizo un lavado de cerebro a Rusty y Skids y los convirtió en dos de sus soldados. Durante esto, Rusty es parte de un equipo de ataque de MLF enviado a un museo para robar un artefacto antiguo. Cable, el hombre que se hizo cargo de los Nuevos Mutantes, poco después de la partida de Rusty, está allí. Cable mata al miembro de la MLF Sumo. Intenta matar al resto del grupo, pero solo recibe a dos de ellos en el brazo, incluido Rusty.
Debido al lavado de cerebro, Rusty no tuvo reparos en atacar a su excompañero Cannonball durante la historia de X-Cutioner's Song. Al final de esta historia, el Frente de Liberación Mutante se entrega a las autoridades.
Poco después, Rusty y Skids fueron secuestrados por los Amigos de la Humanidad. Mientras era transportado, Fuerza-X, los rescató. Al regresar a su base, X-Force pronto se enfrentó a Exodus. Invitaron a los nuevos mutantes Cannonball and Sunspot Original a Avalon, un "refugio seguro" para mutantes seleccionados. Cannonball se negó a ir a menos que todos los antiguos Mutantes presentes (Boom Boom, Rictor, Rusty y Skids) también fueran invitados. Mientras Exodus se quejaba de que Rusty y Skids estaban "dañados" debido a su lavado de cerebro, finalmente accedió.
Al llegar a Avalon, los mutantes fueron llevados al "Salvador" (Magneto), quien usó sus poderes para deshacer el lavado de cerebro hecho a Rusty y Skids. Cuando Fuerza-X llegó para salvar a sus amigos, Rusty y Skids decidieron que se quedarían con Magneto, sintiendo que le debían. Con esto hecho, se unieron a los Acolitos.
Cuando un cuerpo mutante perteneciente al Holocausto, un "sobreviviente" de la Era del Apocalipsis, fue descubierto flotando en el espacio cerca de Avalon, fue llevado a bordo. Mientras estaba de guardia vigilando el cuerpo congelado, la fuerza vital de Rusty fue drenada por el Holocausto, matándolo.

### Resurgimiento
Rusty es resucitado por medio del virus Techno-organic para servir como parte del ejército de mutantes fallecidos de Selene. Bajo el control de Selene y Eli Bard, participa en el asalto a la nación mutante de Utopia.

## Poderes y habilidades
Rusty Collins es un mutante con la capacidad psíquica de la piroquinesis. Podía controlar y manipular el fuego y convertir parte o todo su cuerpo en llamas. Era inmune a los efectos que el fuego tenía en su cuerpo, pero la ropa normal se encendía.

## Historial de publicación
Creado por Bob Layton y Jackson Guice, Rusty Collins apareció por primera vez en X-Factor # 1 (febrero de 1986).
El personaje aparece posteriormente en X-Factor # 2 (marzo de 1986), n.º 4-5 (mayo-junio de 1986), n.º 7-10 (agosto-noviembre de 1986), n.º 12-23 (enero-diciembre de 1987), n.º 27-29 (abril-junio de 1988), X-Factor Annual # 3 (1988), X-Factor # 30-33 (julio-octubre de 1988), X-Terminators # 1-4 (octubre de 1988-enero de 1989), The New Mutantes # 72-74 (febrero-abril de 1989), X-Factor # 40-41 (mayo-junio de 1989), The New Mutants # 76-78 (junio-agosto de 1989), # 80 (octubre de 1989), # 82- 87 (noviembre de 1989 a marzo de 1990), Fantastic Four # 342 (julio de 1990), The New Mutants # 100 (abril de 1991), Cable: Blood and Metal # 1-2 (octubre a noviembre de 1992), X-Men # 13 ( octubre de 1992), n.º 15 (diciembre de 1992), X-Force n.º 24-25 (julio-agosto de 1993), cable n.º 11 (mayo de 1994) y X-Men vol. 2 # 42 (julio de 1995).
Rusty Collins recibió una entrada en el Manual Oficial de Marvel Universe Update '89 # 2, y en la Marvel Encyclopedia HC vol. # 2 - 'X-Men' (2003).

## En otros medios

### Película
Russell Collins/Firefist, aparece en Deadpool 2, interpretado por Julian Dennison. En esta adaptación, él es un niño neozelandés que posee habilidades de control de fuego y fue torturado en "Essex School" junto con otros niños mutantes. Está obsesionado con la muerte del director de su escuela, y en el futuro mata a la familia de Nathan Summers/Cable. Los eventos de la película muestran cómo se altera la línea de tiempo después de que Wade Wilson/Deadpool, lo convence de dejar ir su deseo de matar al director de la escuela. Sala Baker interpreta una versión anterior del personaje durante las secuencias de flashback de Cable, ambientadas en el futuro posapocalíptico.

### Televisión
Una versión mucho más joven de Rusty, aparece en el episodio de X-Men "No Mutant is an Island". Huérfano a quien Cyclops conoció mientras visitaba su antiguo orfanato en Nebraska, a Rusty le resulta difícil controlar sus poderes pirocénicos. Un hombre conocido como Killgrave, se ofrece a ayudar y adopta a Rusty, aparentemente por caridad. En realidad, Killgrave, un mutante con habilidades telepáticas, quiere usar los poderes de Rusty, Skids, Boom Boom, Rictor y Whiz Kid para hacerse cargo como gobernador. Cyclops es capaz de sacar a Rusty y los demás del lavado de cerebro hipnótico de Killgrave.